# Eddy Etaeta
Eddy Etaeta, né le 1er juin 1970 à Papeete à Tahiti, est un entraîneur français de football. Il est de 2010 à 2014 le sélectionneur de l'équipe de Tahiti de football. En 2012, il mène la sélection tahitienne à la victoire en Coupe d'Océanie, permettant à la sélection de participer à la Coupe des confédérations 2013 au Brésil.

## Biographie
Eddy Etaeta effectue la totalité de sa carrière de joueur au sein du championnat polynésien et est appelé à plusieurs reprises en sélection de Tahiti, alors que celle-ci n'est pas encore autorisé par la fédération française à disputer de rencontres officielles. Il joue cinq matchs avec le maillot des Toa Aito entre 1996 et 1998.
En 2010, la fédération tahitienne choisit de le nommer au poste de sélectionneur de l'équipe nationale, succédant ainsi à Gérard Kautai. La sélection est en sommeil depuis son échec lors des Jeux du Pacifique 2007, qui l'avait vu manquer la Coupe d'Océanie et ainsi mettre prématurément fin à son parcours dans les éliminatoires de la Coupe du monde 2010 en Afrique du Sud.
La première compétition disputée par Etaeta et ses hommes est la deuxième édition de la Coupe de l'Outre-Mer, organisée en région parisienne. Les Tahitiens ne finissent qu'à la 3e place de leur poule du premier tour, derrière la Martinique et la Guadeloupe.
En 2012, les Polynésiens participent à la Coupe d'Océanie aux îles Salomon. Après avoir terminé en tête de leur groupe du premier tour, s'imposant face aux Samoa, la Nouvelle-Calédonie et Vanuatu, ils battent en demi-finale le pays-hôte avant de remporter la compétition, à la faveur d'une victoire 1-0 en finale contre les Néo-Calédoniens, grâce à un but de Steevy Chong Hue. Ce succès permet à Tahiti de gagner le droit de participer à la Coupe des confédérations, organisée l'année suivante au Brésil.
Les instances dirigeantes tahitiennes mettent la sélection dans les meilleures dispositions possibles pour préparer cet événement historique pour le football polynésien. Ainsi, le remaniement du calendrier du championnat de Tahiti, qui se termine en mars 2013, permet ainsi à Etaeta de pouvoir compter sur les internationaux évoluant dans l'archipel pendant près de trois mois. Le technicien a pu donc livrer une première liste de trente joueurs pré-sélectionnés pour la Coupe des confédérations 2013. Pour cette compétition, Etaeta est entouré de ses deux fidèles adjoints Ludovic Graugnard (par ailleurs entraîneur du club double champion de Polynésie, l'AS Dragon) et Patrice Flaccadori.

## Palmarès
- Coupe d'Océanie de football :
  - Vainqueur en 2012